# Ligne 2 du métro d'Oslo
La ligne 2 rouge, ancienne Røabanen en norvégien, est une ligne du métro d'Oslo, en Norvège, entre les stations Østerås, terminus ouest, et Ellingsrudåsen, terminus est.
Elle dessert des quartiers tels que Smestad, Hovseter, Huseby et Røa dans le nord-ouest d'Oslo, et Grini, Øvrevoll et Østerås dans le nord-est de Bærum. La ligne est desservie par la ligne 2 du métro, qui relie le centre-ville via le Tunnel commun et continue le long de la ligne Furuset. La partie la plus basse de la ligne, composée de deux stations, est partagée avel la ligne Kolsås, et est donc également desservie par la Ligne 2 du métro. La ligne est la propriété de Sporveien, et est exploité par 	Sporveien T-banen sur un contrat avec l'agence de transport public Ruter.

## Histoire

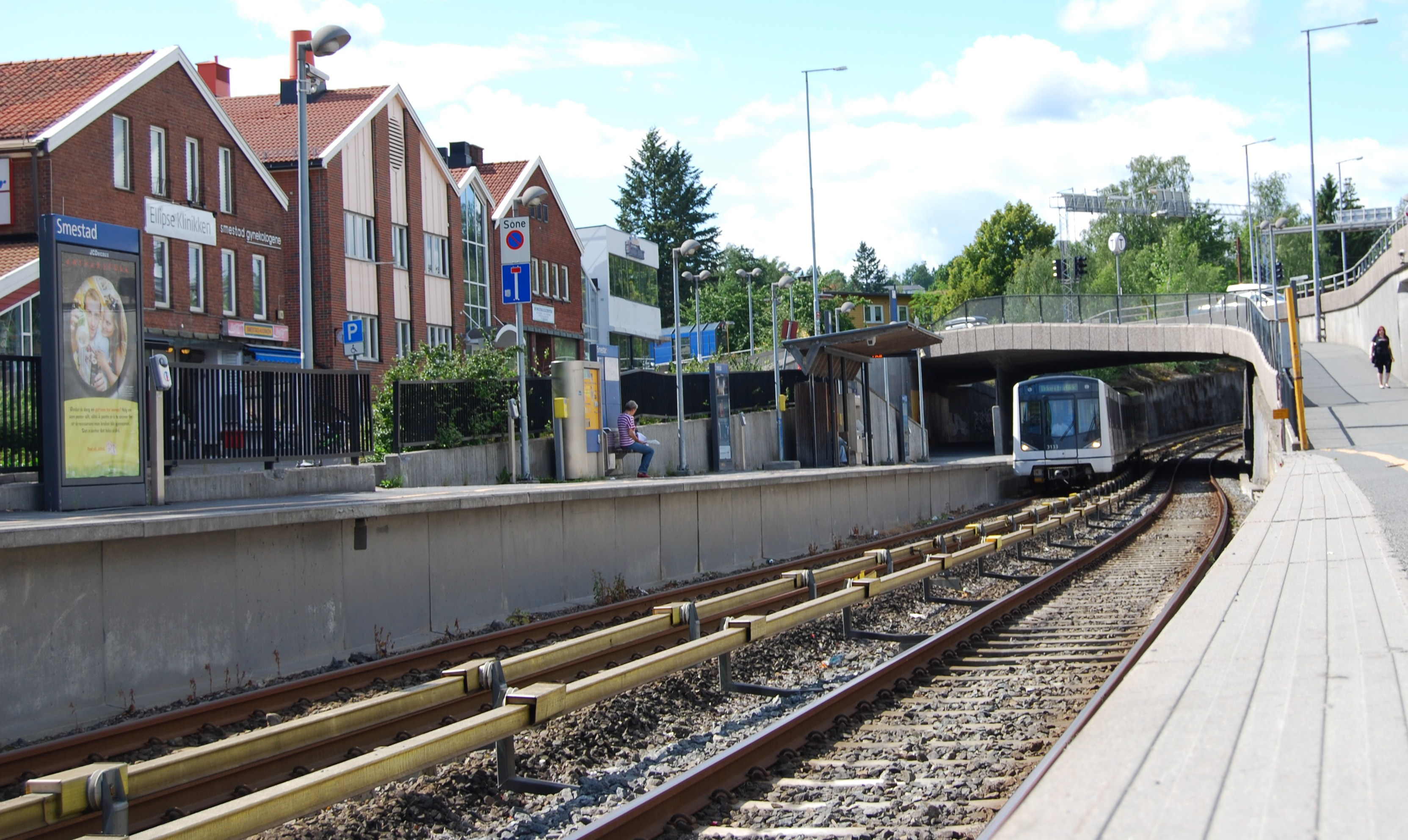
Un MX3000 arrivant à Smestad.

La première partie de la ligne, qui est originellement un tramway, va de Majorstuen à Smestad, et ouvre en 1912. Elle est construite en coopération entre la municipalité d'Aker et la société Holmenkolbanen, et est reliée au terminus de la ligne Holmenkoll. En 1928, la ligne est reliée au centre-ville lorsque la première partie du Tunnel commun est inaugurée. En 1935, la première extension de la ligne Røa est faite lorsque la ligne est étendue jusqu'à Røa. En 1942, la ligne Kolsås est devenue une branche. Des extensions supplémentaires pour la ligne Røa sont faites en 1948 à Grini, en 1951 à Lijordet et en 1972 à Østerås. D'ici là, la ligne devient une partie intégrante de la municipalité d'Oslo Sporveier, et devient par la suite une ligne de métro en 1995.
Une réorganisation des lignes du réseau a lieu le 9 décembre 2002, la ligne d'Østerås à Ellingsrudåsen, est renommée  ligne 2 (rouge).

## Caractéristiques

### Stations
Liste des stations de la ligne suivant nouvelle organisation de 2002 :
- Østerås
- Lijordet
- Eiksmarka
- Grini (ancienne station fermée)
- Ekraveien
- Røa
- Huseby skole (ancienne station fermée)
- Hovseter
- Holmen|
- Makrellbekken
- Smestad
- Heggeli (ancienne station fermée)
- Borgen
- Volvat (ancienne station fermée)
- Majorstuen
- Nationaltheatret
- Strotinget
- Jernbanetorget
- Grønland
- Tøyen
- Ensjø
- Helsfyr
- Brynseng
- Hellerud
- Tveita
- Haugerud
- Trosterud
- Lindeberg
- Furuset
- Ellingsrudåsen